# Pyrenophora
Pyrenophora is een geslacht waartoe veel plantenparasitaire schimmels behoren. Het geslacht behoort tot familie Pleosporaceae. Pyrenophora is de geslachtelijke fase. Drechslera is de ongeslachtelijke fase van deze schimmels.

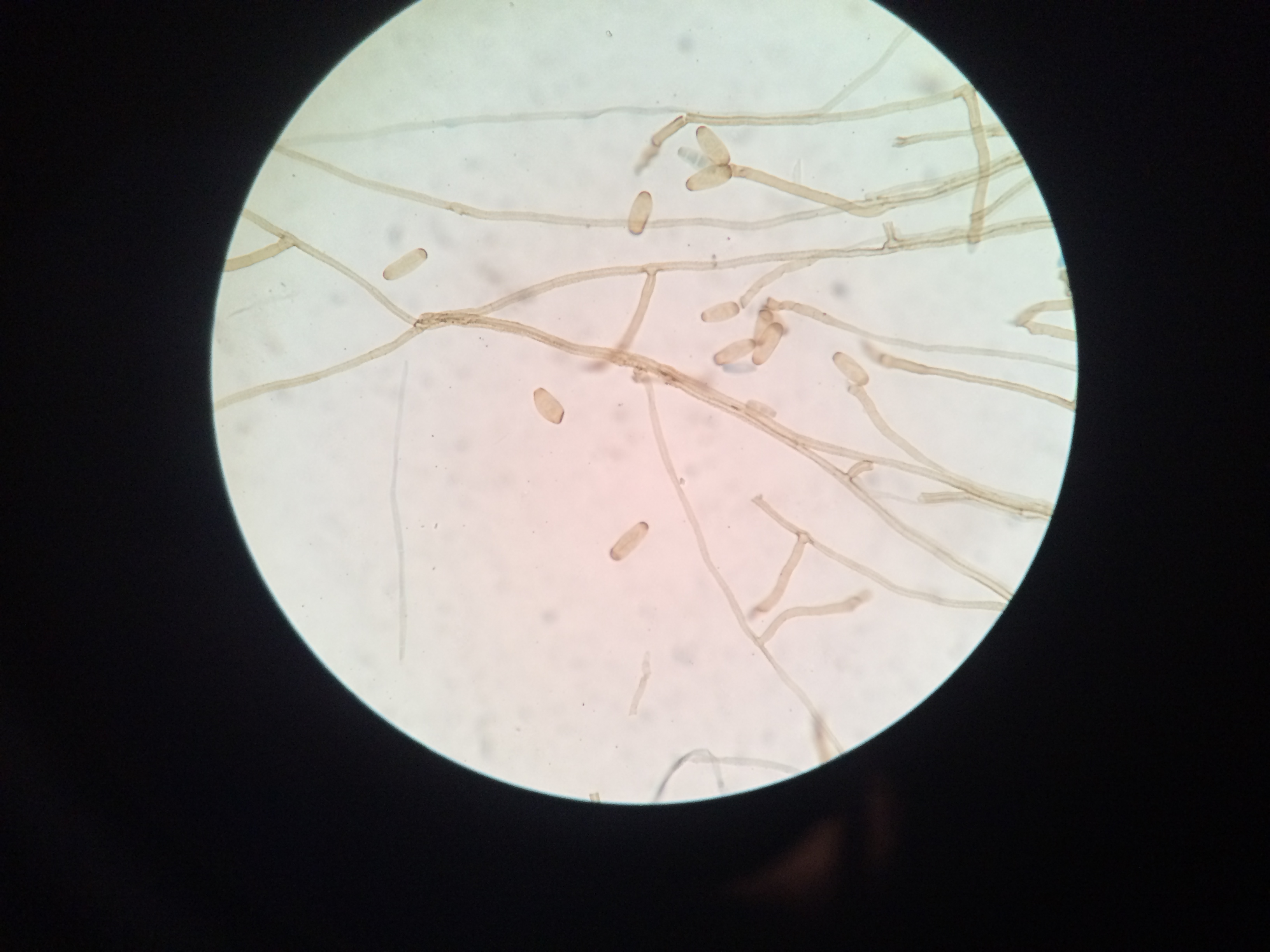
Schimmeldraden met conidiën
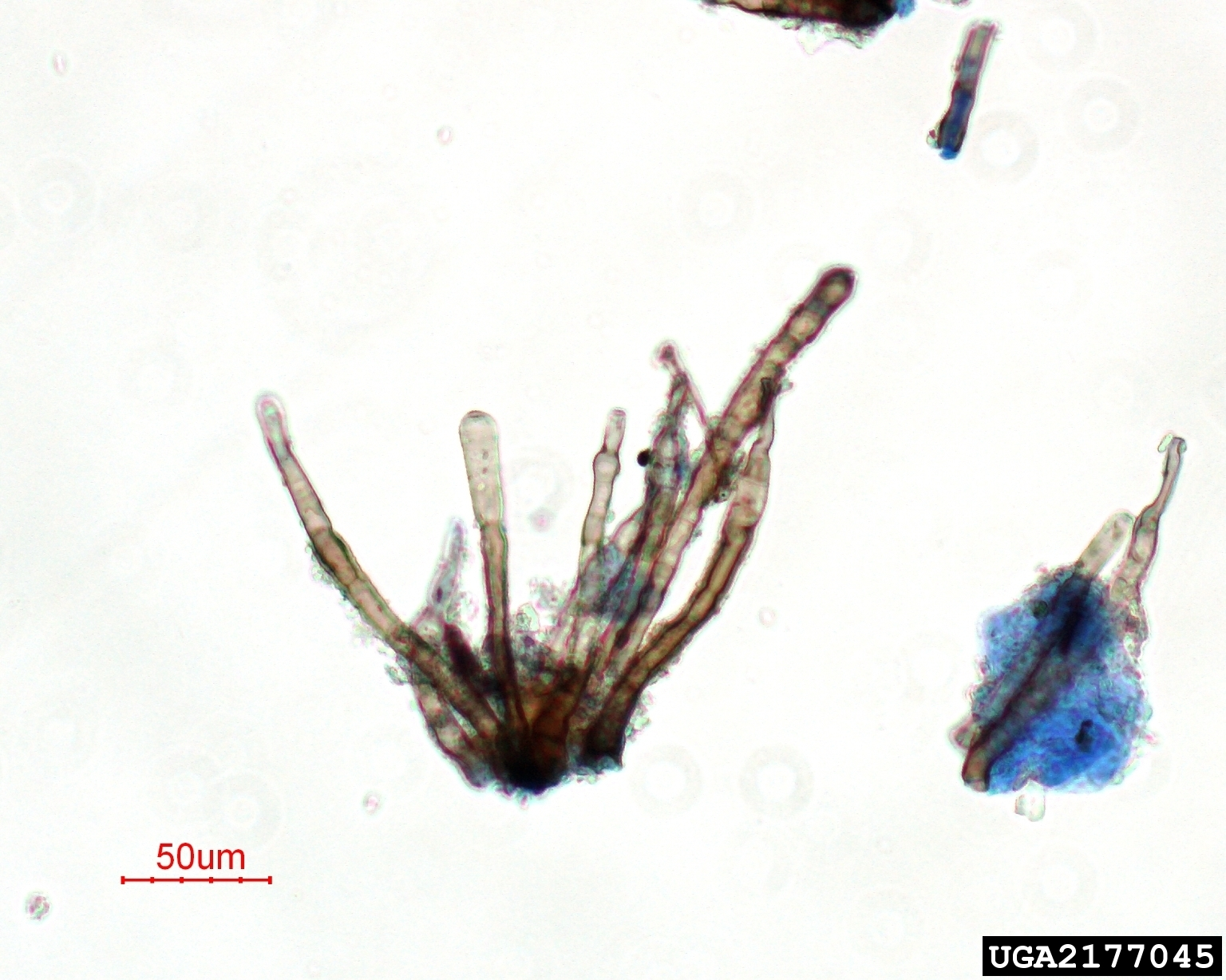
Conidioforen
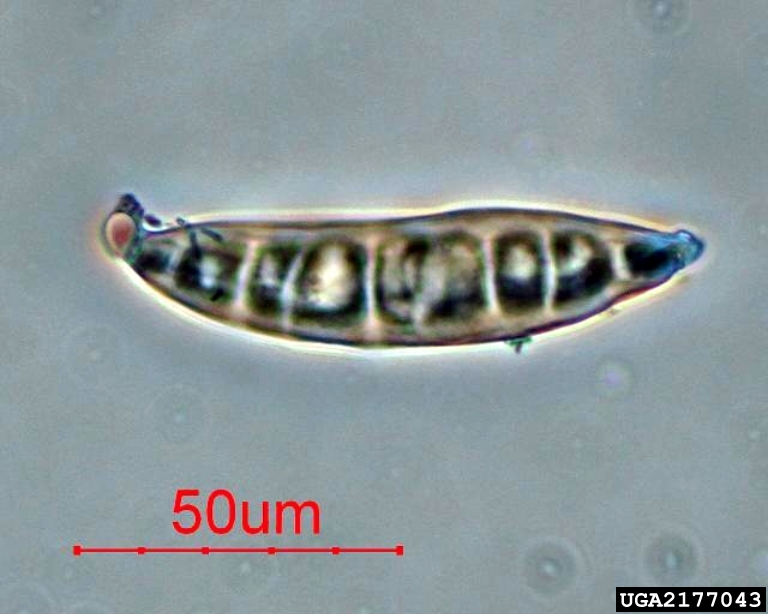
Conidium
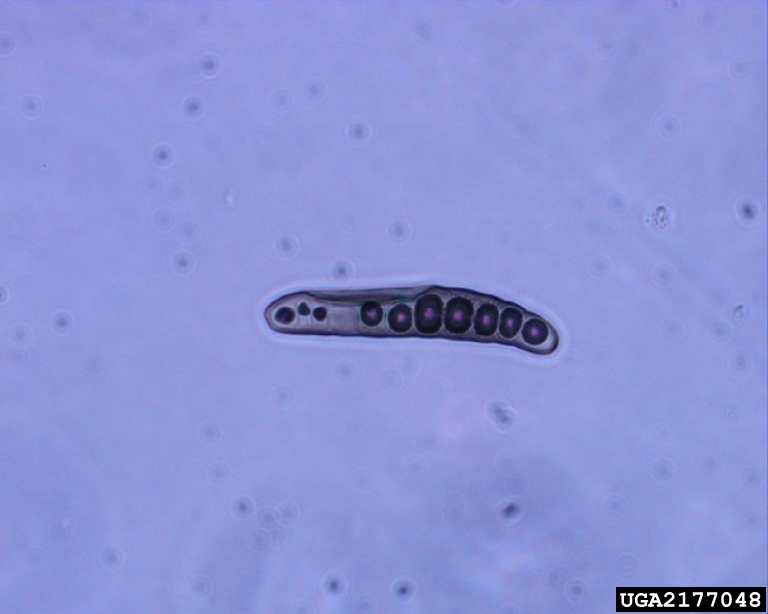
Sporenzakje van geslachtelijke fase
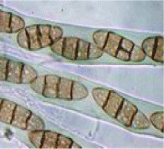
Ascosporen
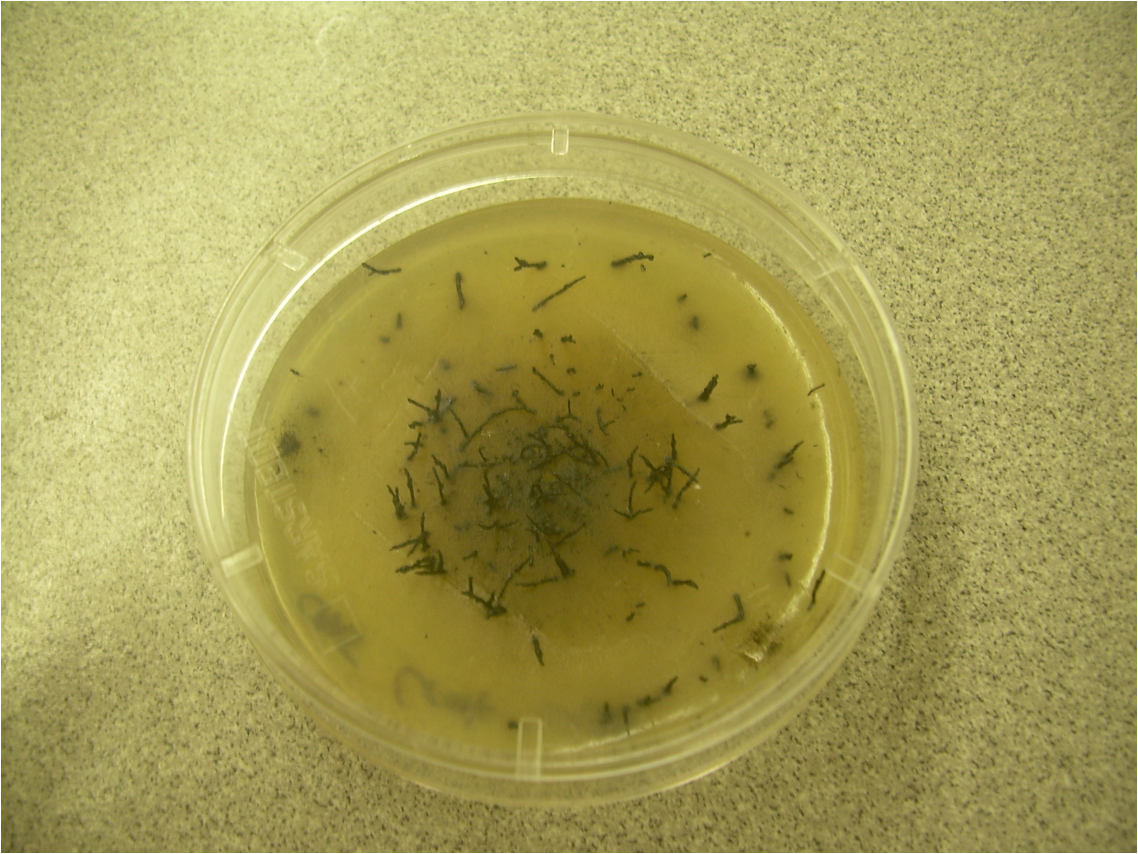
Pyrenophora seminiperda op voedingsbodem

## Soorten
Volgens Index Fungorum telt het geslacht 108 soorten (peildatum maart 2023):
| Soortnaam                                                       | Auteur(s)                                    | Publicatiejaar |
| --------------------------------------------------------------- | -------------------------------------------- | -------------- |
| Pyrenophora allosuri                                            | Cruchet                                      | 1923           |
| Pyrenophora ampla                                               | Syd. & P. Syd.                               | 1906           |
| Pyrenophora astragalorum                                        | Maire                                        | 1906           |
| Pyrenophora avenae (Strepenziekte)                              | S. Ito & Kurib.                              | 1930           |
| Pyrenophora avenicola                                           | Y. Marín & Crous                             | 2019           |
| Pyrenophora bartramiae                                          | Racov.                                       | 1959           |
| Pyrenophora biseptata                                           | (Sacc. & Roum.) Crous                        | 2013           |
| Pyrenophora bondarzewii                                         | Pidopl.                                      | 1950           |
| Pyrenophora brizae                                              | C. Massal. ex Sacc.                          | 1911           |
| Pyrenophora bromi                                               | (Died.) Drechsler                            | 1923           |
| Pyrenophora bryophila                                           | Racov.                                       | 1959           |
| Pyrenophora buddlejae                                           | Gucevi?                                      | 1959           |
| Pyrenophora bupleuri                                            | Negru                                        | 1965           |
| Pyrenophora calvertii                                           | Gucevi?                                      | 1959           |
| Pyrenophora carthami                                            | Politis                                      | 1940           |
| Pyrenophora castillejae                                         | Earle                                        | 1901           |
| Pyrenophora catenaria                                           | (Drechsler) Rossman & K.D. Hyde              | 2015           |
| Pyrenophora centranthi                                          | Politis                                      | 1940           |
| Pyrenophora cerastii                                            | (Oudem.) Lind                                | 1924           |
| Pyrenophora chaetomioides                                       | Speg.                                        | 1898           |
| Pyrenophora chengii                                             | Gucevi?                                      | 1960           |
| Pyrenophora chrysanthemi                                        | Gucevi?                                      | 1952           |
| Pyrenophora ciliolata                                           | Moesz                                        | 1915           |
| Pyrenophora clematidis                                          | Earle                                        | 1901           |
| Pyrenophora convexispora                                        | Bubák                                        | 1914           |
| Pyrenophora convolvuli                                          | Gucevi?                                      | 1959           |
| Pyrenophora coppeyana                                           | Maire                                        | 1930           |
| Pyrenophora cynosuri                                            | Y. Marín & Crous                             | 2019           |
| Pyrenophora dactylidis                                          | Ammon                                        | 1963           |
| Pyrenophora dematioidea                                         | (Bubák & Wróbl.) Rossman & K.D. Hyde         | 2015           |
| Pyrenophora dichondrae                                          | Yun Huang & F. Fang                          | 2008           |
| Pyrenophora dictyoides                                          | A.R. Paul & Parbery                          | 1968           |
| Pyrenophora dubia                                               | Bubák                                        | 1914           |
| Pyrenophora ephedrae                                            | Speg.                                        | 1912           |
| Pyrenophora ephemera                                            | Crivelli                                     | 1983           |
| Pyrenophora eriogoni                                            | Earle                                        | 1901           |
| Pyrenophora eryngiicola                                         | Losa                                         | 1947           |
| Pyrenophora erythrospila                                        | A.R. Paul                                    | 1972           |
| Pyrenophora euphorbiae                                          | Politis                                      | 1946           |
| Pyrenophora filicina                                            | Lind                                         | 1910           |
| Pyrenophora flavofusca                                          | Feltgen                                      | 1903           |
| Pyrenophora freticola                                           | Speg.                                        | 1924           |
| Pyrenophora fugax                                               | (Wallr.) Rossman & K.D. Hyde                 | 2015           |
| Pyrenophora grahamii                                            | Rossman & K.D. Hyde                          | 2015           |
| Pyrenophora graminea ([[Strepenziekte (gerst)]\|Strepenziekte]] | S. Ito & Kurib.                              | 1930           |
| Pyrenophora heraclei                                            | Gucevi?                                      | 1959           |
| Pyrenophora hordei                                              | Wallwork, Lichon & Sivan.                    | 1992           |
| Pyrenophora hyperici                                            | Gucevi?                                      | 1960           |
| Pyrenophora japonica                                            | S. Ito & Kurib.                              | 1930           |
| Pyrenophora kugitangi                                           | Kurbans.                                     | 1982           |
| Pyrenophora leucelenes                                          | Fairm.                                       | 1918           |
| Pyrenophora leucospermi                                         | Crous & L. Swart                             | 2011           |
| Pyrenophora lithophila                                          | Gucevi?                                      | 1959           |
| Pyrenophora lolii                                               | Dovaston                                     | 1948           |
| Pyrenophora macrospora                                          | Wehm.                                        | 1961           |
| Pyrenophora meliloti                                            | Ranoj.                                       | 1919           |
| Pyrenophora metasequoiae                                        | Gucevi?                                      | 1960           |
| Pyrenophora minuartiae-hirsutae                                 | Gucevi?                                      | 1959           |
| Pyrenophora moroczkovskii                                       | Gucevi?                                      | 1959           |
| Pyrenophora muscorum                                            | Racov.                                       | 1959           |
| Pyrenophora nisikadoi                                           | Y. Marín & Crous                             | 2019           |
| Pyrenophora nobleae                                             | (McKenzie & D. Matthews) Rossman & K.D. Hyde | 2015           |
| Pyrenophora novozelandica                                       | Y. Marín & Crous                             | 2019           |
| Pyrenophora nuda                                                | Cooke                                        | 1879           |
| Pyrenophora osmanthi                                            | Gucevi?                                      | 1970           |
| Pyrenophora pachyasca                                           | Syd. & P. Syd.                               | 1908           |
| Pyrenophora parvula (Klein muurspoorbolletje)                   | (Speg.) Sacc.                                | 1883           |
| Pyrenophora pellatii                                            | Ranoj.                                       | 1918           |
| Pyrenophora pellita                                             | (Fr.) Sacc.                                  | 1883           |
| Pyrenophora pestalozzae                                         | Magnus                                       | 1903           |
| Pyrenophora phaeocomes                                          | (Rebent.) Fr.                                | 1849           |
| Pyrenophora phlei                                               | (E. Müll.) Crivelli                          | 1983           |
| Pyrenophora pimpinellae                                         | Gucevi?                                      | 1959           |
| Pyrenophora pittospori                                          | Bondartseva                                  | 1960           |
| Pyrenophora poae                                                | (Baudyš) Y. Marín & Crous                    | 2019           |
| Pyrenophora polyphragmoides                                     | Sacc. & Scalia                               | 1904           |
| Pyrenophora polytricha                                          | Sousa da Câmara                              | 1936           |
| Pyrenophora pontresinensis                                      | Kirschst.                                    | 1939           |
| Pyrenophora pseudoerythrospila                                  | Y. Marín & Crous                             | 2019           |
| Pyrenophora pulsatillae                                         | Gucevi?                                      | 1959           |
| Pyrenophora raetica                                             | (E. Müll.) Crivelli                          | 1983           |
| Pyrenophora rayssiae                                            | Sandu                                        | 1961           |
| Pyrenophora relicina                                            | (Fuckel) Sacc.                               | 1883           |
| Pyrenophora rugosa                                              | Dearn. & Bisby                               | 1929           |
| Pyrenophora saviczii                                            | Gucevi?                                      | 1959           |
| Pyrenophora scirpi                                              | (Fr. ex Rabenh.) Wehm.                       | 1961           |
| Pyrenophora seminiperda                                         | (Brittleb. & D.B. Adam) Shoemaker            | 1966           |
| Pyrenophora semiusta                                            | Gucevi?                                      | 1970           |
| Pyrenophora seseli                                              | Gucevi?                                      | 1959           |
| Pyrenophora sieglingiae                                         | Y. Marín & Crous                             | 2019           |
| Pyrenophora silenes                                             | Gonz. Frag.                                  | 1916           |
| Pyrenophora sobolewskii                                         | Gucevi?                                      | 1959           |
| Pyrenophora subantarctica                                       | Speg.                                        | 1924           |
| Pyrenophora sudetica                                            | Baudyš & Picb.                               | 1925           |
| Pyrenophora syntrichiae                                         | Racov.                                       | 1959           |
| Pyrenophora szaferiana                                          | Moesz                                        | 1926           |
| Pyrenophora teres                                               | Drechsler                                    | 1923           |
| Pyrenophora tetraneuris                                         | Earle                                        | 1905           |
| Pyrenophora tetrarrhenae                                        | A.R. Paul                                    | 1971           |
| Pyrenophora tranzschelii                                        | Gucevi?                                      | 1959           |
| Pyrenophora trifolii                                            | Savinceva                                    | 1970           |
| Pyrenophora triseptata                                          | (Drechsler) Rossman & K.D. Hyde              | 2015           |
| Pyrenophora tritici-repentis (Gele bladvlekkenziekte)           | (Died.) Drechsler                            | 1923           |
| Pyrenophora ushuwaiensis                                        | Speg.                                        | 1924           |
| Pyrenophora variabilis                                          | Hern.-Restr. & Y. Marín                      | 2019           |
| Pyrenophora venturia                                            | (Speg.) Sacc.                                | 1883           |
| Pyrenophora villosa                                             | Gucevi?                                      | 1959           |
| Pyrenophora wirreganensis                                       | (Wallwork, Lichon & Sivan.) Y. Marín & Crous | 2019           |